# 시노노메촌 (교토부)
시노노메촌(일본어: 東雲村)은 일본 교토부 가사군에 설치되었던 촌이다. 현재의 마이즈루시 북서부에 해당한다.

## 역사
- 1889년 4월 1일 -정촌제 시행에 의해 8촌의 구역을 가지고 성립하였다.
- 1928년 10월 1일 - 마루야에촌과 합병해 야쿠모촌이 성립, 동일 시노노메촌은 폐지되었다.

## 교통

### 철도
- 일본 철도성
  - 미야즈선 (현 교토 탄고철도 미야마이선)

### 도로
- 단고 가도 (현 국도 제175호선))

## 참고문헌
- 가도카와 일본 지명 대사전 26 京都府